# Michael Keaton
Michael Keaton, pseudonimo di Michael John Douglas (Kennedy, 5 settembre 1951), è un attore statunitense.
Ha debuttato alla fine degli anni settanta in numerose serie televisive, ottenendo la popolarità per il film Beetlejuice - Spiritello porcello (1988). Dopo aver guadagnato ulteriori consensi per la sua interpretazione di Bruce Wayne/Batman nei film di Tim Burton Batman (1989) e Batman - Il ritorno (1992), è apparso in una serie di film che vanno dai drammi e commedie romantiche a thriller e film d'azione; si segnalano Gung Ho (1986), Fuori dal tunnel (1988), 4 pazzi in libertà (1989), Uno sconosciuto alla porta (1990), Molto rumore per nulla (1993), Mi sdoppio in quattro (1996), Jackie Brown (1997), Jack Frost (1998), I poliziotti di riserva (2010), RoboCop (2014), Need for Speed (2014), Birdman (2014), Il caso Spotlight (2015), The Founder (2016) e Dumbo (2019).
Ha ricevuto il plauso della critica per la sua interpretazione di Riggan Thomson nella commedia drammatica Birdman di Alejandro González Iñárritu (2014), che gli è valso numerosi premi tra cui il Golden Globe per il miglior attore in un film commedia o musicale, due Critics Choice Award e uno Screen Actors Guild Award. Per lo stesso film è stato candidato al premio BAFTA e all'Oscar al miglior attore. In precedenza ha ricevuto una candidatura ai Golden Globe per la sua interpretazione nel film televisivo Live from Baghdad (2002) e agli Screen Actors Guild Award per la miniserie The Company (2007). Nel 2015 è tra i protagonisti del film biografico Il caso Spotlight, pellicola vincitrice dell'Oscar al miglior film che ha fatto di Keaton uno degli attori, insieme a Russell Crowe, Guy Pearce, Scoot McNairy e Bill Camp ad aver recitato in due film che hanno vinto consecutivamente l'Oscar nella categoria principale (Birdman e Il caso Spotlight, entrambi premiati con l'Oscar al miglior film nel 2015 e nel 2016 rispettivamente). Nel 2022 si aggiudica il suo secondo Golden Globe, un Critics Choice Television Award, uno Screen Actors Guild Award e un Premio Emmy per la sua interpretazione nella miniserie televisiva Dopesick - Dichiarazione di dipendenza.

## Biografia
Ultimo di sette fratelli, Michael John Douglas nasce a Forest Grove nei pressi di Pittsburgh, in Pennsylvania, figlio di un ingegnere civile, George A. Douglas, e di una casalinga, Leona Elizabeth Loftus. Keaton ha ricevuto un'educazione cattolica. Sua madre vanta ascendenze irlandesi, mentre suo padre inglesi, scozzesi e irlandesi. Dopo il liceo si iscrive alla Kent State University, dove per due anni si specializza in dizione e inizia a recitare in alcune commedie scolastiche.

### Carriera
Lasciata Kent State si guadagna da vivere come taxista e interprete di piccoli ruoli a teatro. Nel 1972 viene assunto come operatore di ripresa per un'emittente televisiva, e appare in diverse trasmissioni televisive. Affascinato dal mondo artistico, si trasferisce poi a Los Angeles in cerca di audizioni e contatti a Hollywood. Debutta nelle situation comedy nel 1975, cambiando nome perché c'era un altro Michael Douglas iscritto nel sindacato degli attori. Scelse lo pseudonimo cercando nell'elenco telefonico.

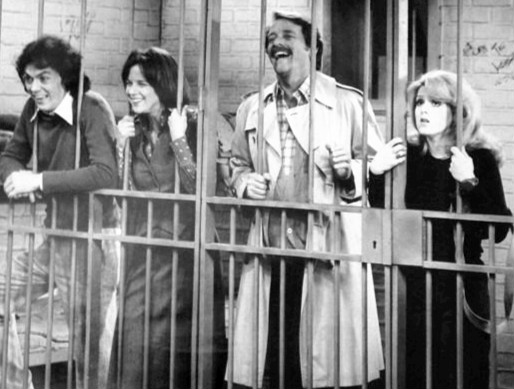
Michael Keaton (il primo da sinistra) in All's Fair (1977)

Il successo e la fama gli arrivano nel 1979, con la partecipazione in compagnia di Jim Belushi alla sitcom Working Stiffs. Il debutto cinematografico avviene nel 1982, con la partecipazione a Night Shift - Turno di notte, diretto da Ron Howard, nel ruolo di coprotagonista. L'anno seguente nel 1983 è il protagonista della commedia Mister mamma di Stan Dragoti. Nel 1986 riprende i contatti con Ron Howard che lo mette sotto contratto per il suo Gung Ho, mentre due anni prima aveva condiviso il set con Danny DeVito per Pericolosamente Johnny di Amy Heckerling. I successi messi a segno da Keaton sono altalenanti: nel 1987 Un tocco di velluto di Robert Mandel e La scatola misteriosa di Robert Malcolm Young sono prodotti poco riusciti. Successivamente prende parte a Fuori dal tunnel (1988) di Glenn Gordon Caron e 4 pazzi in libertà (1989) di Howard Zieff, dove Keaton ritrova Peter Boyle, suo collega di cast anche in Pericolosamente Johnny.
Nel 1988 la sua carriera subisce una notevole impennata grazie al ruolo dello spirito sadico in Beetlejuice - Spiritello porcello di Tim Burton. Nello stesso anno, diede anche un'acclamata interpretazione drammatica di un agente immobiliare tossicodipendente in Fuori dal tunnel di Glenn Gordon Caron.
Altra interpretazione fondamentale per la carriera di Keaton è il supereroe Batman nell'omonimo film del 1989, diretto nuovamente da Tim Burton. La Warner Bros. ricevette migliaia di lettere di lamentele da parte dei fan che ritenevano che Keaton fosse la scelta sbagliata per interpretare Batman. Tuttavia, la performance di Keaton nel ruolo alla fine ottenne ampi consensi sia dalla critica che dal pubblico e Batman divenne uno dei film di maggior successo del 1989.
Al cinecomic seguono il thriller Uno sconosciuto alla porta (1990) con Matthew Modine e Melanie Griffith; Il giorno della terra (1990), documentario di Dwight Hemion con Bette Midler, Robin Williams e Jane Fonda, il poliziesco La giustizia di un uomo (1991) di Heywood Gould. Nel 1993 fa coppia con Nicole Kidman in My Life - Questa mia vita di Bruce Joel Rubin, in cui è un malato terminale che lascia un dono speciale al figlio che sta per nascere. Sempre nel 1993 viene diretto da Kenneth Branagh nel film Molto rumore per nulla, ispirato all'omonima tragicommedia di William Shakespeare e presentato in concorso al 46º Festival di Cannes.

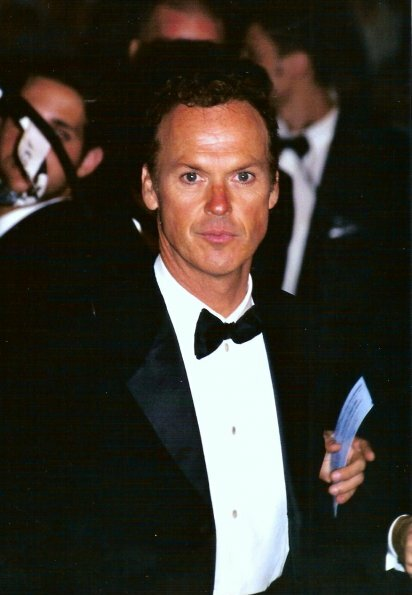
Michael Keaton al Festival di Cannes 2002

Nei primi anni 2000, Keaton è apparso in diversi film, tra cui Live from Baghdad per il quale è stato candidato a un Golden Globe come migliore attore in una miniserie o film televisivo e Una teenager alla Casa Bianca dove ha interpretando il Presidente degli Stati Uniti. Nel 2005 appare in White Noise - Non ascoltate di Geoffrey Sax, Herbie - Il super Maggiolino di Angela Robinson e Game 6, sulla candidatura alle World Series del 1986 dei Boston Red Sox. Nel 2006 doppia Chick Hicks, antagonista principale del film, in Cars - Motori ruggenti di John Lasseter e Joe Ranft. Accolto positivamente dalla critica e dal pubblico, la pellicola ha ricevuto importanti riconoscimenti e viene candidato agli Oscar 2007 come miglior film d'animazione. 
Ha recitato nella miniserie TV del 2007 The Company, ambientata durante la guerra fredda, in cui ha interpretato il capo del controspionaggio della CIA James Jesus Angleton. Il ruolo ha fatto guadagnare a Keaton una candidatura allo Screen Actors Guild Awards 2008 per il miglior attore in un film televisivo o miniserie.
Nel 2010 presta la voce al personaggio Ken in Toy Story 3 - La grande fuga. Come i suoi predecessori, Toy Story 3 ha ricevuto il plauso della critica al momento dell'uscita, con i critici che hanno elogiato le prestazioni vocali, la sceneggiatura, la profondità emotiva, l'animazione e la colonna sonora. È stato il primo film d'animazione a incassare oltre 1 miliardo di dollari in tutto il mondo e la pellicola animata più redditizia di sempre (fino al 2014), oltre ad aver avuto cinque candidature ai premi Oscar 2011, vincendo il riconoscimento per miglior film d'animazione.

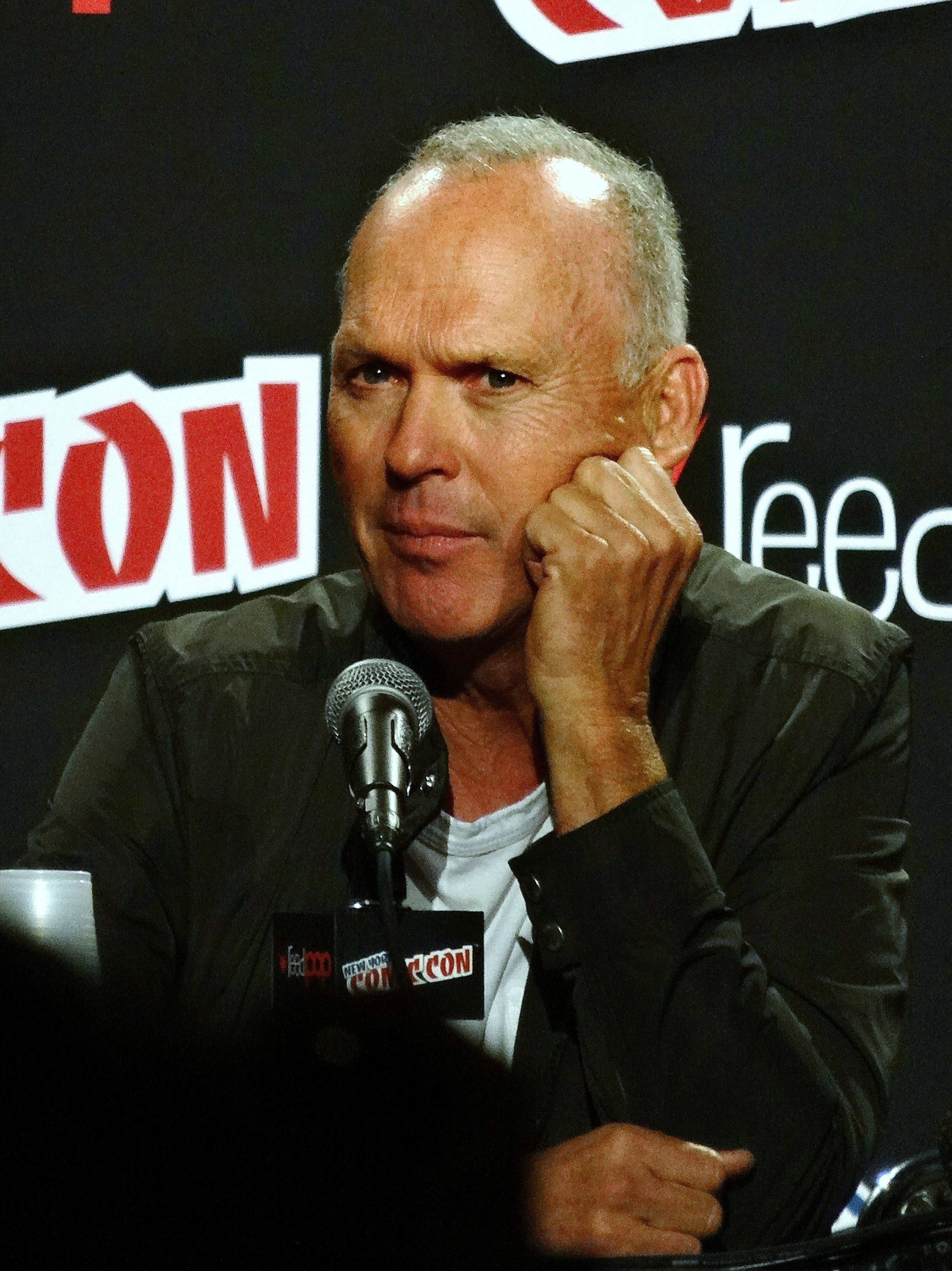
Michael Keaton al New York Comic Con 2014

Sempre nel 2010 ha interpretato il capitano Gene Mauch nella commedia I poliziotti di riserva. Nel 2014 è nei panni di CEO di OmniCorp Raymond Sellars nel remake di RoboCop.
Nel 2015 recita al fianco di Zach Galifianakis, Edward Norton, Emma Stone e Naomi Watts in Birdman di Alejandro González Iñárritu. Nel film interpreta Riggan Thomson è un attore decaduto che tenta disperatamente di allontanarsi dalla figura che tanto lo ha reso celebre, il supereroe Birdman. Anche per questo motivo mette in scena a Broadway uno spettacolo teatrale tratto dal libro Di cosa parliamo quando parliamo d'amore di Raymond Carver, che nulla ha a che fare con i suoi film pieni di effetti speciali e trame hollywoodiane. Per questo ruolo Keaton si aggiudica il Golden Globe come migliore attore in un film commedia o musicale, per il quale nello stesso anno viene candidato anche all'Oscar come miglior attore.
Nel 2015, Keaton è apparso come Walter V. Robinson nel film Il caso Spotlight di Tom McCarthy, vincitore di due premi Oscar 2016 nelle categorie miglior film e miglior sceneggiatura originale. Nel 2016 interpreta Ray Kroc in The Founder; il film racconta la storia vera dell'imprenditore, e la sua acquisizione della catena di fast food McDonald's.
Il 28 luglio 2016, Keaton è stato onorato con la 2.585a stella sulla Hollywood Walk of Fame per il suo contributo al cinema. La stella si trova al 6931 Hollywood Blvd.
L'anno successivo interpreta il supercriminale Avvoltoio nel film del Marvel Cinematic Universe Spider-Man: Homecoming, ruolo che ricopre anche nel film del Sony's Spider-Man Universe Morbius, uscito nelle sale nel 2022.
Nel 2019 interpreta il perfido imprenditore V. A. Vandevere nel film Dumbo, remake live action dell'omonimo classico film d'animazione, diretto da Tim Burton. Nel 2020, Keaton ha interpretato un piccolo ruolo nei panni del procuratore generale degli Stati Uniti Ramsey Clark in Il processo ai Chicago 7, un dramma legale diretto da Aaron Sorkin su sette manifestanti anti-Vietnam accusati di aver incitato alle rivolte del 1968.
Nell'agosto 2020 riprende il ruolo di Batman nel film del DC Extended Universe The Flash, diretto da Andy Muschietti, distribuito nelle sale nel 2023 (a 31 anni di distanza dai due film di Tim Burton). Ha poi recitato nella miniserie della Hulu Dopesick - Dichiarazione di dipendenza. Ha vinto lo Screen Actors Guild Award come miglior attore in un film televisivo o miniserie e il Primetime Emmy Award per migliore attore protagonista in una miniserie o film.
Nel 2024 ha ripreso il ruolo di Beetlejuice nel sequel del film omonimo.

## Vita privata
Nel 1982 ha sposato l'attrice Caroline McWilliams, da cui ha avuto un figlio, Sean (1983). I due hanno divorziato nel 1990.
Dal 1988 al 1995 ha avuto una relazione con l'attrice Courteney Cox.

## Filmografia

### Attore

#### Cinema
- Rabbit Test, regia di Joan Rivers (1978)
- A Different Approach, regia di Fern Field – cortometraggio (1978)
- Night Shift - Turno di notte (Night Shift), regia di Ron Howard (1982)
- Mister mamma (Mr. Mom), regia di Stan Dragoti (1983)
- Pericolosamente Johnny (Johnny Dangerously), regia di Amy Heckerling (1984)
- Gung Ho, regia di Ron Howard (1986)
- Un tocco di velluto (Touch and Go), regia di Robert Mandel (1986)
- La scatola misteriosa (The Squeeze), regia di Roger Young (1987)
- Beetlejuice - Spiritello porcello (Beetlejuice), regia di Tim Burton (1988)
- Un amore rinnovato (She's Having a Baby), regia di John Hughes (1988) - cameo non accreditato
- Fuori dal tunnel (Clean and Sober), regia di Glenn Gordon Caron (1988)
- 4 pazzi in libertà (The Dream Team), regia di Howard Zieff (1989)
- Batman, regia di Tim Burton (1989) – Bruce Wayne / Batman
- Uno sconosciuto alla porta (Pacific Heights), regia di John Schlesinger (1990)
- La giustizia di un uomo (One Good Cop), regia di Heywood Gould (1991)
- Batman - Il ritorno (Batman Returns), regia di Tim Burton (1992) – Bruce Wayne / Batman
- Molto rumore per nulla (Much Ado About Nothing), regia di Kenneth Branagh (1993)
- My Life - Questa mia vita (My Life), regia di Bruce Joel Rubin (1993)
- Cronisti d'assalto (The Paper), regia di Ron Howard (1994)
- Ciao Julia, sono Kevin (Speechless), regia di Ron Underwood (1994)
- Mi sdoppio in 4 (Multiplicity), regia di Harold Ramis (1996)
- Jackie Brown, regia di Quentin Tarantino (1997)
- Soluzione estrema (Desperate Measures), regia di Barbet Schroeder (1998)
- Out of Sight, regia di Steven Soderbergh (1998) - cameo non accreditato
- Jack Frost, regia di Troy Miller (1998)
- Sfida per la vittoria (A Shot at Glory), regia di Michael Corrente (2000)
- Quicksand - Accusato di omicidio (Quicksand), regia di John Mackenzie (2003)
- Una teenager alla Casa Bianca (First Daughter), regia di Forest Whitaker (2004)
- White Noise - Non ascoltate (White Noise), regia di Geoffrey Sax (2005)
- Game 6, regia di Michael Hoffman (2005)
- Herbie - Il super Maggiolino (Herbie Fully Loaded), regia di Angela Robinson (2005)
- L'ultima occasione (The Last Time), regia di Michael Caleo (2006)
- Tenacious D: Time Fixers, regia di Drew Hancock – cortometraggio (2006)
- The Merry Gentleman, regia di Michael Keaton (2008)
- Tenacious D: The Complete Masterworks 2, di registi vari (2008)
- Laureata... e adesso? (Post Grad), regia di Vicky Jenson (2009)
- I poliziotti di riserva (The Other Guys), regia di Adam McKay (2010)
- Sola nel buio (Penthouse North), regia di Joseph Ruben (2013)
- RoboCop, regia di José Padilha (2014)
- Need for Speed, regia di Scott Waugh (2014)
- Birdman, regia di Alejandro González Iñárritu (2014)
- Il caso Spotlight (Spotlight), regia di Tom McCarthy (2015)
- The Founder, regia di John Lee Hancock (2016)
- Spider-Man: Homecoming, regia di Jon Watts (2017) – Adrian Toomes / Avvoltoio
- American Assassin, regia di Michael Cuesta (2017)
- Dumbo, regia di Tim Burton (2019)
- Worth - Il patto (Worth) (What Is Life Worth), regia di Sara Colangelo (2020)
- Il processo ai Chicago 7 (The Trial of the Chicago 7), regia di Aaron Sorkin (2020)
- The Protégé, regia di Martin Campbell (2021)
- Morbius, regia di Daniel Espinosa (2022) – Adrian Toomes / Avvoltoio
- Batgirl, regia di Adil El Arbi e Bilall Fallah (inedito) – Bruce Wayne / Batman
- The Flash, regia di Andy Muschietti (2023) – Bruce Wayne / Batman
- La memoria dell'assassino (Knox Goes Away), regia di Michael Keaton (2023)
- Beetlejuice Beetlejuice, regia di Tim Burton (2024)
- Il padre dell'anno (Goodrich), regia di Hallie Meyers-Shyer (2024)

#### Televisione
- All's Fair – serie TV, 5 episodi (1976-1977)
- Maude – serie TV, 1 episodio (1977)
- Klein Time, regia di Don Mischer – film TV (1977)
- L'impareggiabile giudice Franklin (The Tony Randall Show) – serie TV, 2 episodi (1978)
- Mary – serie TV, 1 episodio (1978)
- In casa Lawrence (Family) – serie TV, 1 episodio (1978)
- Studs Lonigan – miniserie TV (1979)
- The Mary Tyler Moore Hour – serie TV (1979)
- Working Stiffs – serie TV, 9 episodi (1979)
- Report to Murphy – serie TV, 6 episodi (1982)
- Frasier – serie TV, 1 episodio (2002)
- Live from Baghdad, regia di Mick Jackson – film TV (2002)
- The Company, regia di Mikael Salomon – miniserie TV (2007)
- 30 Rock – serie TV, 5x20-5x21 (2011)
- Le idee esplosive di Nathan Flomm (Clear History) – film TV, regia di Greg Mottola (2013)
- Dopesick - Dichiarazione di dipendenza (Dopesick) – miniserie TV (2021)

### Doppiatore
- Porco Rosso, regia di Hayao Miyazaki (1992) - versione in lingua inglese
- Innocenza infranta (Inventing the Abbotts), regia di Pat O'Connor (1997) - narratore, non accreditato
- I Simpson – serie TV, 1 episodio (2001)
- King of the Hill – serie TV, 1 episodio (2003)
- Gary the Rat – serie TV, 1 episodio (2003)
- Cars - Motori ruggenti (Cars), regia di John Lasseter e Joe Ranft (2006)
- Cars - videogioco (2006)
- Cars Race-O-Rama - videogioco (2009)
- Toy Story 3 - La grande fuga (Toy Story 3), regia di Lee Unkrich (2010)
- Vacanze hawaiiane (Hawaiian Vacation), regia di Gary Rydstrom – cortometraggio (2010)
- Noah, regia di Bill Boyce e John Stronach (2012)
- Call of Duty: Black Ops II - videogioco (2012)
- Minions, regia di Pierre Coffin e Kyle Balda (2015)
- Binki Nelson Unpacified, regia di Bryan Lynch (2016)

### Produttore
- Body Shots, regia di Michael Cristofer (1999)
- L'ultima occasione (The Last Time), regia di Michael Caleo (2006)

### Regista
- The Merry Gentleman (2008)
- La memoria dell'assassino (2023)

## Riconoscimenti
- Premi Oscar
  - 2015 – Candidatura al migliore attore per Birdman[10][11]
- Golden Globe
  - 2003 – Candidatura al migliore attore in una miniserie o film televisivo per Live from Baghdad
  - 2015 – Migliore attore in un film commedia o musicale per Birdman[28]
  - 2022 – Migliore attore in una miniserie o film televisivo per Dopesick - Dichiarazione di dipendenza
- Premio BAFTA
  - 2015 – Candidatura al migliore attore per Birdman
- Primetime Emmy Awards
  - 2022 - Migliore attore protagonista in una miniserie o film per Dopesick - Dichiarazione di dipendenza[23][24]
- AACTA Award
  - 2015 – Miglior attore protagonista per Birdman
- Critics' Choice Awards
  - 2015 – Miglior attore per Birdman
  - 2015 – Miglior attore in un film commedia per Birdman
  - 2015 – Miglior cast corale per Birdman
  - 2016 – Miglior cast corale per Il caso Spotlight
  - 2021 – Miglior cast corale per Il processo ai Chicago 7
- Gotham Awards
  - 2015 – Miglior attore internazionale per Birdman
  - 2016 – Miglior cast per Il caso Spotlight
  - 2021 – Miglior cast per Il processo ai Chicago 7
- Independent Spirit Awards
  - 2015 – Miglior attore protagonista per Birdman
  - 2016 – Premio Robert Altman per Il caso Spotlight
- MTV Movie Award
  - 1993 – Candidatura per il miglior bacio per Batman - Il ritorno
  - 2015 – Candidatura per il miglior combattimento con Edward Norton per Birdman[29][30]
- Satellite Awards
  - 2015 – Miglior attore per Birdman
  - 2016 – Candidatura per il miglior attore non protagonista per Il caso Spotlight
  - 2016 – Miglior cast per Il caso Spotlight
  - 2022 – Candidatura per il miglior attore in una mini-serie o film per la televisione per Dopesick - Dichiarazione di dipendenza
- Saturn Award
  - 1990 – Candidatura per il miglior attore non protagonista per Beetlejuice - Spiritello porcello
  - 2015 – Candidatura per il miglior attore per Birdman[31]
  - 2018 – Candidatura per il miglior attore non protagonista per Spider-Man: Homecoming
  - 2024 - Candidatura al miglior attore non protagonista per The Flash
- Screen Actors Guild Award
  - 2008 – Candidatura per il miglior attore in un film televisivo o miniserie per The Company
  - 2015 – Miglior cast per Birdman
  - 2015 – Candidatura per il miglior attore protagonista per Birdman
  - 2016 – Miglior cast per Il caso Spotlight
  - 2021 – Miglior cast per Il processo ai Chicago 7
  - 2022 – Miglior attore in un film televisivo o miniserie per Dopesick - Dichiarazione di dipendenza[21][22]
- New York Film Critics Circle Awards
  - 2015 – Miglior attore protagonista per Il caso Spotlight
- Teen Choice Awards
  - 2005 – Candidatura per la miglior scena spaventosa per White Noise - Non ascoltate
- National Society of Film Critics Awards
  - 1989 – Miglior attore protagonista per Beetlejuice - Spiritello porcello
  - 1989 – Miglior attore protagonista per Fuori dal tunnel

## Doppiatori italiani
Nelle versioni in italiano delle opere in cui ha recitato, Michael Keaton è stato doppiato da:
- Luca Biagini in Batman, Ciao Julia, sono Kevin, Jack Frost, Una teenager alla Casa Bianca, White Noise - Non ascoltate, The Company, Laureata... e adesso?, Le idee esplosive di Nathan Flomm, Need for Speed, Il caso Spotlight, The Founder, Spider-Man: Homecoming, American Assassin, Worth - Il patto, Il processo ai Chicago 7, The Protégé, Dopesick - Dichiarazione di dipendenza, Morbius, The Flash, La memoria dell'assassino, Beetlejuice Beetlejuice, Il padre dell'anno
- Roberto Chevalier in Mi sdoppio in 4, Quicksand - Accusato di omicidio, L'ultima occasione, I poliziotti di riserva
- Massimo Rossi in Sfida per la vittoria, Herbie - Il super Maggiolino, RoboCop, Birdman
- Sergio Di Stefano in Gung Ho, Soluzione estrema, Out of Sight
- Marco Mete in Fuori dal tunnel, 4 pazzi in libertà, Cronisti d'assalto
- Mario Cordova in Batman - Il ritorno, My Life - Questa mia vita, Sola nel buio
- Roberto Pedicini in La giustizia di un uomo, Game 6
- Fabrizio Pucci in Live from Baghdad, 30 Rock
- Massimo Dapporto in Night Shift - Turno di notte
- Gianni Giuliano in Mister mamma
- Giuliano Santi in Pericolosamente Johnny
- Giampaolo Saccarola in Un tocco di velluto
- Sandro Acerbo ne La scatola misteriosa
- Carlo Reali in Beetlejuice - Spiritello porcello
- Tonino Accolla in Uno sconosciuto alla porta
- Pino Insegno in Molto rumore per nulla
- Francesco Prando in Jackie Brown
- Pierluigi Astore in Frasier
- Stefano Benassi in Dumbo
- Roberto Certomà in Jackie Brown (ridoppiaggio Netflix)

Da doppiatore è sostituito da:
- Sergio Di Stefano in Innocenza infranta, King of the Hill
- Massimo Rossi ne I Simpson
- Luca Biagini in Gary the Rat
- Pino Insegno in Cars - Motori ruggenti
- Fabio De Luigi in Toy Story 3 - La grande fuga
- Alberto Caneva in Vacanze hawaiiane
- Riccardo Rossi in Minions[32]